# Ball Packaging Europe
Ball Packaging Europe est la division européenne du groupe Ball Corporation spécialisée dans les boîtes de boisson (ou canettes).

## Naissance de la division européenne
Ball Packaging Europe s’est implanté en Europe fin 2002 à la suite du rachat de la société Schmalbach-Lubeca par la compagnie d’emballage américaine Ball Corporation qui est alors devenue la plus grosse productrice de boites de boisson au monde.

## Implantation
Douze usines de production situées à proximité des clients en Allemagne, France, Royaume-Uni, Pays-Bas, Pologne et Serbie/Monténégro assurent à la compagnie une présence étendue aussi bien sur le marché traditionnel de l’Europe de l’ouest que sur les régions de l’Europe de l’est et du sud à l’économie grandissante.
Ball Packaging est présent en France au travers de deux usines situées à Bierne (près de Dunkerque) et à Mont dans les Pyrénées-Atlantiques. Cette dernière usine produit exclusivement les couvercles des boîtes boisson. Enfin, La Ciotat (près de Marseille) a également été dans le giron de Ball avant de passer sous le contrôle d'Ardagh.

## Produit fabriqué
Les deux usines françaises fabriquent des boîtes boissons de 33cl et 25cl format "Sleek" destinées à contenir soda, jus de fruits, bières, etc.

## L'usine de Bierne

### Historique
- 1989:	 Construction du bâtiment industriel de la ligne 1
- 1990:	 Installation de la ligne 2 et construction du bâtiment de stockage
- 1993:	 Installation de la ligne 3
- 1998:	 Le cap des 2 milliards de boîtes produites dans l’année est franchi.
- 2002: Schmalbach Lubeca devient Ball Packaging Europe et Continental Can France devient Ball Packaging Europe Bierne et le cap des 2 milliards 200 millions de boîtes produites dans l’année est franchi.
- 2005: Valéry Loth est nommé Directeur d'usine
- Avril 2007: Ball Packaging Europe Bierne atteint le chiffre record de 30 milliards de boites produites depuis son origine.
- 2012:	 Le cap des 2 milliards 500 millions de boîtes produites dans l'année est atteint.
- 2012:	 Le siège de la division Europe est délocalisé en suisse (optimisation fiscale)
- 2013: Jérémie Lasnon est nommé Directeur d'usine
- 2015:	 Le cap des 50 milliards de boites produites depuis la création de l'usine est franchi
- 2020:	 Construction d'un nouveau bâtiment pour la conversion d'usine pour démarrer la production de boites format "Sleek" 33cl en aluminium et arrêt de la ligne 1 de production de boîtes 33cl format acier.
- Début 2021:	 Début du démantèlement de l'usine et arrêt progressif des lignes 2 et 3 de production de boîtes format acier et démarrage de la nouvelle usine spécialisée dans la boîte format "Sleek" Aluminium et mise en fonctionnement successif de la ligne 1 (capable de produire des boîtes format "Sleek" 25cl et 33cl) puis de la ligne 2 et enfin de la ligne 3

### Produit
L’usine de Bierne fabrique uniquement le corps des boîtes boisson format "Sleek" en aluminium d’une capacité de 25cl et 33cl pour la ligne 1 et 33cl pour les lignes 2 et 3.